# Sergio Ermotti

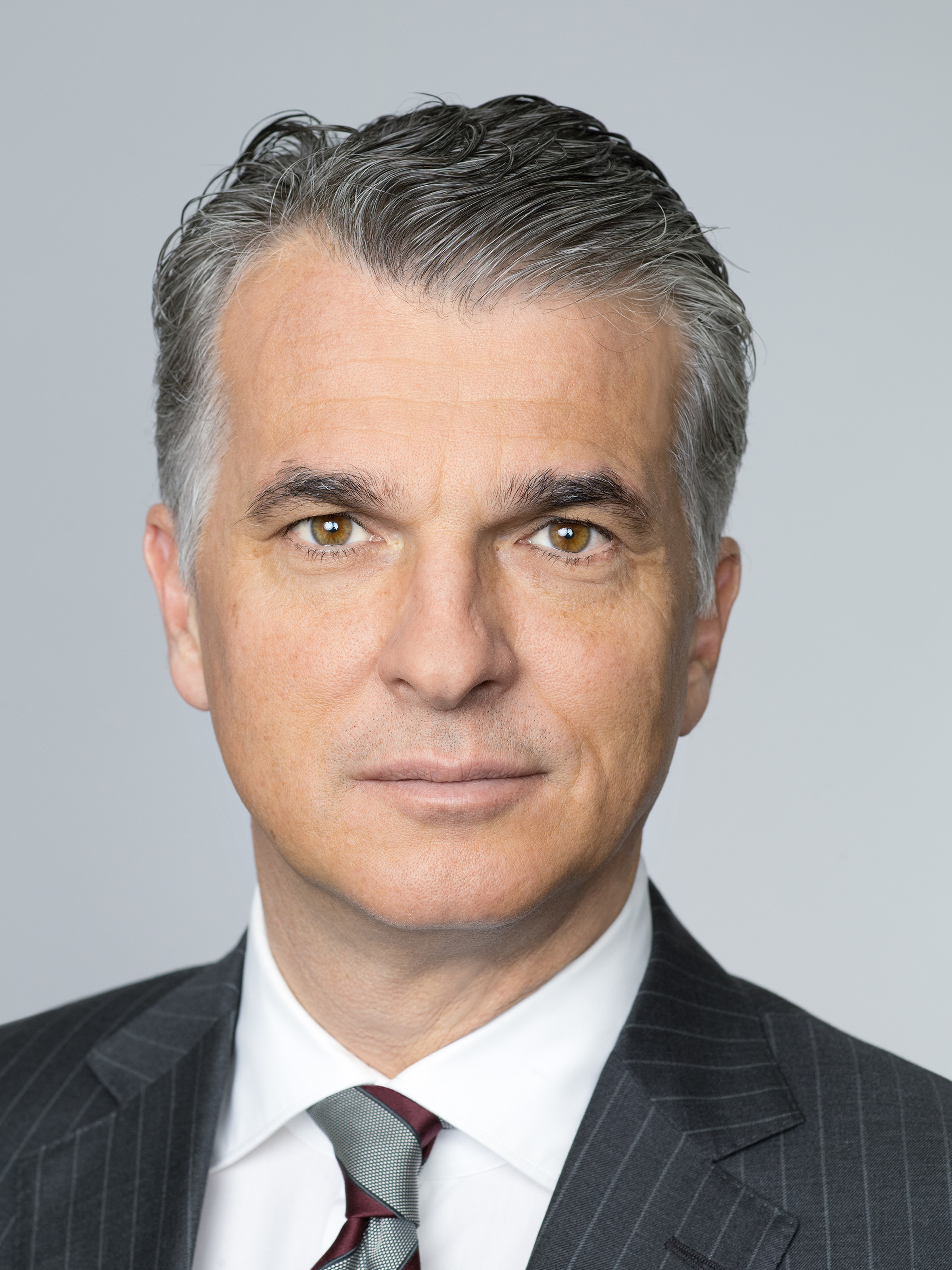
Sergio Ermotti (2012)

Sergio Pietro Ermotti (* 11. Mai 1960 in Lugano; heimatberechtigt ebenda) ist ein Schweizer Bankmanager und Group Chief Executive Officer (CEO) der Grossbank UBS.

## Ausbildung
Sergio P. Ermotti absolvierte eine Banklehre bei der Cornèr Bank in Lugano. Er verfügt über das eidgenössische Diplom als Bankfachexperte und hat das Advanced Management Program der Oxford University abgeschlossen.

## Karriere

### Citibank
1986 wechselte er zur Citicorp Investment Bank (Switzerland) nach Zürich, wo er zu Beginn im Handel mit Aktienanleihen tätig war und schliesslich zum Vizepräsidenten aufstieg.

### Merrill Lynch
1987 setzte er seine Karriere in der Zürcher Filiale der Merrill Lynch fort und leitete dort die Aktivitäten im Aktienderivate- und Kapitalmarktgeschäft der frankophonen Schweiz. 1993 wurde er zum Managing Director befördert und wechselte nach London, wo er Head of European Equity Derivatives wurde. Drei Jahre später ging er nach New York City, wo er den Posten als Head of Global Equity Derivatives bekam, und von 1997 bis 1999 als Head of Global Equity Linked Products wirkte. Ab 1998 war er Mitglied des Executive Management Committees für Europa, den Nahen Osten und Afrika (EMEA) mit Sitz in London. Als Head of Equity Markets war Ermotti von 1999 bis 2001 verantwortlich für das Aktiengeschäft von Merrill Lynch in EMEA. Ab 2001 bekleidete er Positionen als Senior Vice President und Co-Head of Global Equity Markets und leitete das globale Aktiengeschäft. Zu dieser Zeit war er auch Mitglied des Operating Committees und des Executive Management Committees, wo er für den Bereich Global Markets & Investment Banking verantwortlich war.

### Unicredit
Im Dezember 2005, als das italienische Institut die Bayerische Hypo- und Vereinsbank (HVB) übernommen hatte, wechselte Ermotti zur Unicredit, wo er Konzernvorstand für die Division Multinationals/Investment Banking wurde. Später kam auch das Vermögensverwaltungsgeschäft dazu. Von 2007 bis 2010 war er stellvertretender CEO der Unicredit. Als er nach dem Rücktritt des damaligen CEO Alessandro Profumo den dadurch frei gewordenen Posten nicht bekam, verliess er im Oktober 2010 die Unicredit.

### UBS Group AG
Im April 2011 wechselte Ermotti zur UBS, wo er Chairman und CEO für EMEA sowie Mitglied der Konzernleitung wurde. Nach dem Rücktritt von Oswald Grübel infolge eines grossen Verlusts im Investment Banking der UBS in London wurde Ermotti am 24. September 2011 vom Verwaltungsrat der UBS AG zum interimistischen CEO des Unternehmens ernannt und per 15. November 2011 als neuer CEO der UBS AG bestätigt. Als 2014 die UBS AG in eine Holdinggesellschaft umgewandelt wurde, wurde Ermotti zum Group CEO der UBS Group AG gewählt. Ende 2015 wurde Ermotti von der Schweiz am Sonntag als erfolgreichster SMI-Manager ausgezeichnet.
Im Februar 2020 gab die UBS die Nominierung von Ralph Hamers bekannt, bisher CEO der niederländischen ING Group, als Nachfolger von Sergio Ermotti. Hamers übernahm die Führung am 1. November. Infolge der Übernahme der Credit Suisse durch die UBS hat am 5. April 2023 wieder Ermotti die Leitung bei der UBS übernommen. Als Grund für seine Rückkehr zur UBS sprach Ermotti von einem "Call of Duty", einer Verantwortung für den Standort Schweiz, der er sich als Schweizer nicht entziehen konnte. An der Generalversammlung der UBS vom 24. April 2024, der ersten GV seit der Fusion mit der Credit Suisse, wurde sein Millionensalär kritisiert, etwa von der Stiftung Ethos, welche jedoch weniger als 5 Prozent der Aktionäre vertritt.

### Swiss Re
2020 wurde Ermotti in den Verwaltungsrat des Rückversicherers Swiss Re gewählt. Im April 2021 wurde er in Nachfolge von Walter Kielholz zum Präsidenten gewählt. Am 12. April 2023 wurde Ermotti wiedergewählt. Aufgrund seiner neuen Aufgabe bei der UBS trat er per Ende April 2023 von dieser Funktion zurück.

## Weitere Mandate und Interessen
Sergio Ermotti war Verwaltungsratsmitglied der UBS Switzerland AG, Vorsitzender des Stiftungsrates der UBS Optimus Foundation und Verwaltungsratsmitglied des Global Apprenticeship Network. Er ist Verwaltungsratsmitglied der Schweizerisch-Amerikanischen Handelskammer.
Ende Mai 2011 gründete Sergio Ermotti die Familienstiftung Fondazione Ermotti, Lugano, deren Verwaltungsratspräsident er bis heute ist.
Seit Dezember 2021 ist Sergio Ermotti Mitglied des Verwaltungsrates (Lead Non-Executive Director) von Ermenegildo Zegna N. V.
Seit Januar 2023 ist Sergio Ermotti Mitglied des Verwaltungsrates von Innosuisse, der Schweizerischen Agentur für Innovationsförderung. Der Verwaltungsrat ist das strategische Gremium, das die Innosuisse im Sinne der Ziele des Bundesrates steuert.

### Frühere private Mandate
Von 2007 bis Februar 2012 war Ermotti Verwaltungsratspräsident der Tessiner Regionalfluggesellschaft Darwin Airline. Von September 2008 bis Juli 2013 war er nicht-exekutives Mitglied im Verwaltungsrat der London Stock Exchange.
In der Tessiner Investmentgesellschaft Enterra war er Verwaltungsratsmitglied und Verwaltungsratspräsident eines Luxushotels im Tessin. In den Medien kam nach der Ernennung Ermottis zum CEO ad interim Kritik auf, da vier Immobiliengesellschaften, deren Verwaltungsratspräsident Ermotti war, ihren Hauptsitz in Panama hatten.
Panama gilt aufgrund der sehr geringen Transparenz der dortigen Finanzinstitute und Behörden seit Jahrzehnten als Steuerparadies.
Ende September 2011 gab die UBS bekannt, dass Ermotti sich von den privaten Mandaten trennen werde, was zum 27. April 2012 abgeschlossen wurde.
Ausserdem war Ermotti Mitglied des Stiftungsrates der Fondazione Lugano per il Polo Culturale, Lugano. Im Rahmen des LinkedIn Influencers Programms schrieb er über globale Wirtschaftsthemen.
Sergio Ermotti ist Präsident des Tessiner Fussballvereins FC Collina d’Oro, dessen 1. Mannschaft im Jahr 2023 in der 2. Liga interregional spielt.

## Vergütung
Ermottis Gesamtentschädigung bei UBS für das Jahr 2018 belief sich auf 14,1 Millionen Schweizer Franken, ähnlich wie im Vorjahr mit 14,2 Millionen.

## Vermögen
Gemäss Reichstenliste der Bilanz vom Jahr 2021 wird sein Vermögen auf 150 bis 200 Millionen Franken geschätzt.

## Familie und Sprachenkenntnisse
Sergio Ermotti spricht neben seiner Muttersprache Italienisch auch Deutsch, Englisch und Französisch. Er ist verheiratet und Vater von zwei Söhnen.